# Половицька площа
Половицька площа — площа у місті Дніпро, на західній межі міської місцевості Половиця й на східній межі місцевості Фабрика у Центральному районі міста. З початку 1980-х років площа загороджена з відкритою щахтою для будівництва станції метрополітену «Театральна».

Площа утворена скасуванням бульвару проспекту Яворницького у ширину. Продовженням площі є площа перед Театром опери й балету.

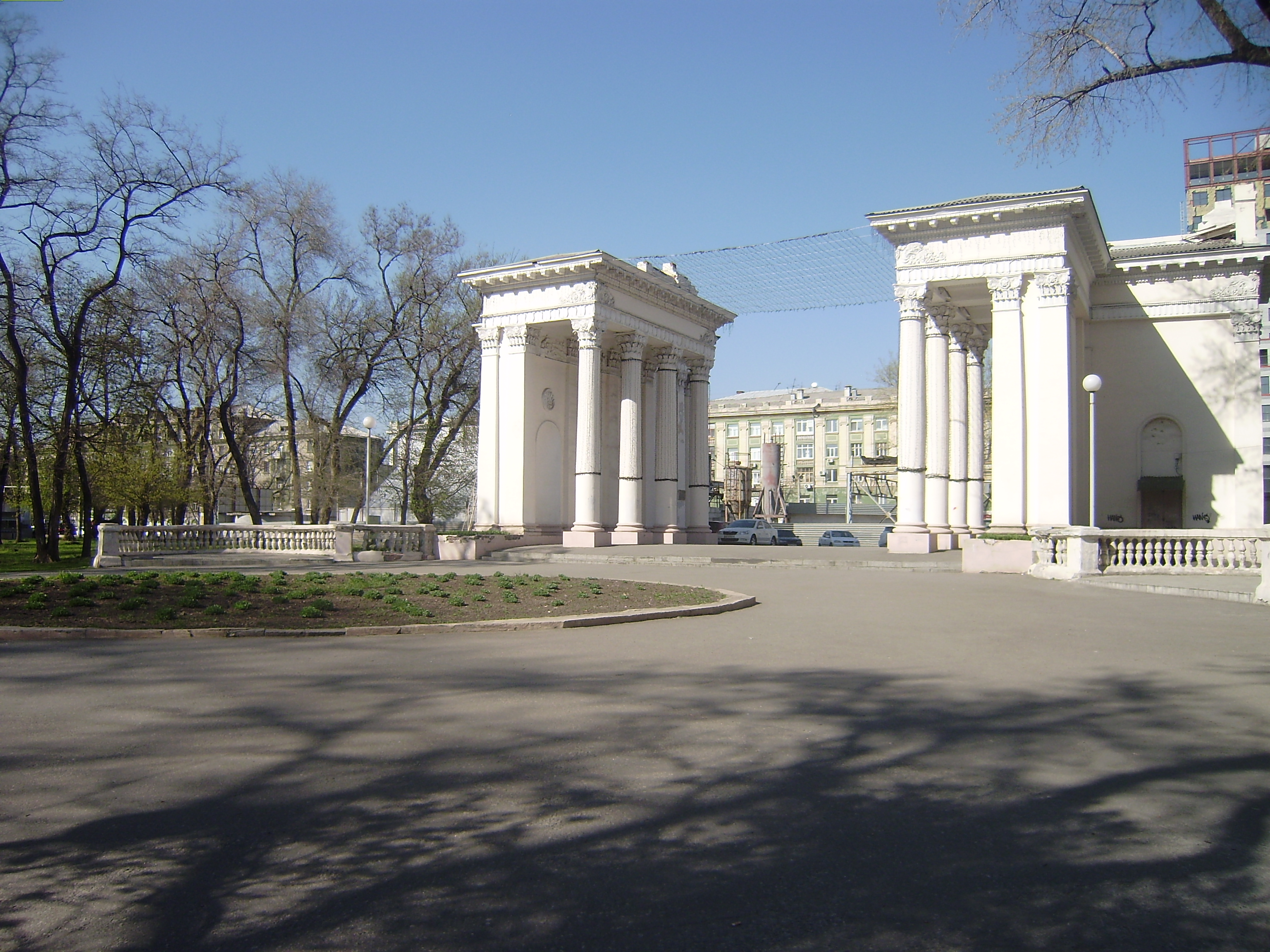
Вигляд на Половицьку площу з парку Глоби через центральну арку. На майдані видно конструкції будівельного майданчика шахти станції метро "Театральна"

## Історія

### Дорадянська доба
Площа утворилася з передачею у 1790-ті роки саду Лазаря Глоби у державну власність Катеринославській суконній фабриці. Навколо острогу (Губернська в'язниця) з'явилася площа між сучасними проспектом Яворницького, вулицею Словацького, Скориковським провулком й ліккомісією.
У 1840-х роках Острог закрили й на майдані влаштували гойдалки для розваг від чого його прозвали Гойдальним майданом (рос. Качельная площадь).
У 1870-х роках на південній стороні майдану на територію Міського саду зводиться Римо-католицький костел.

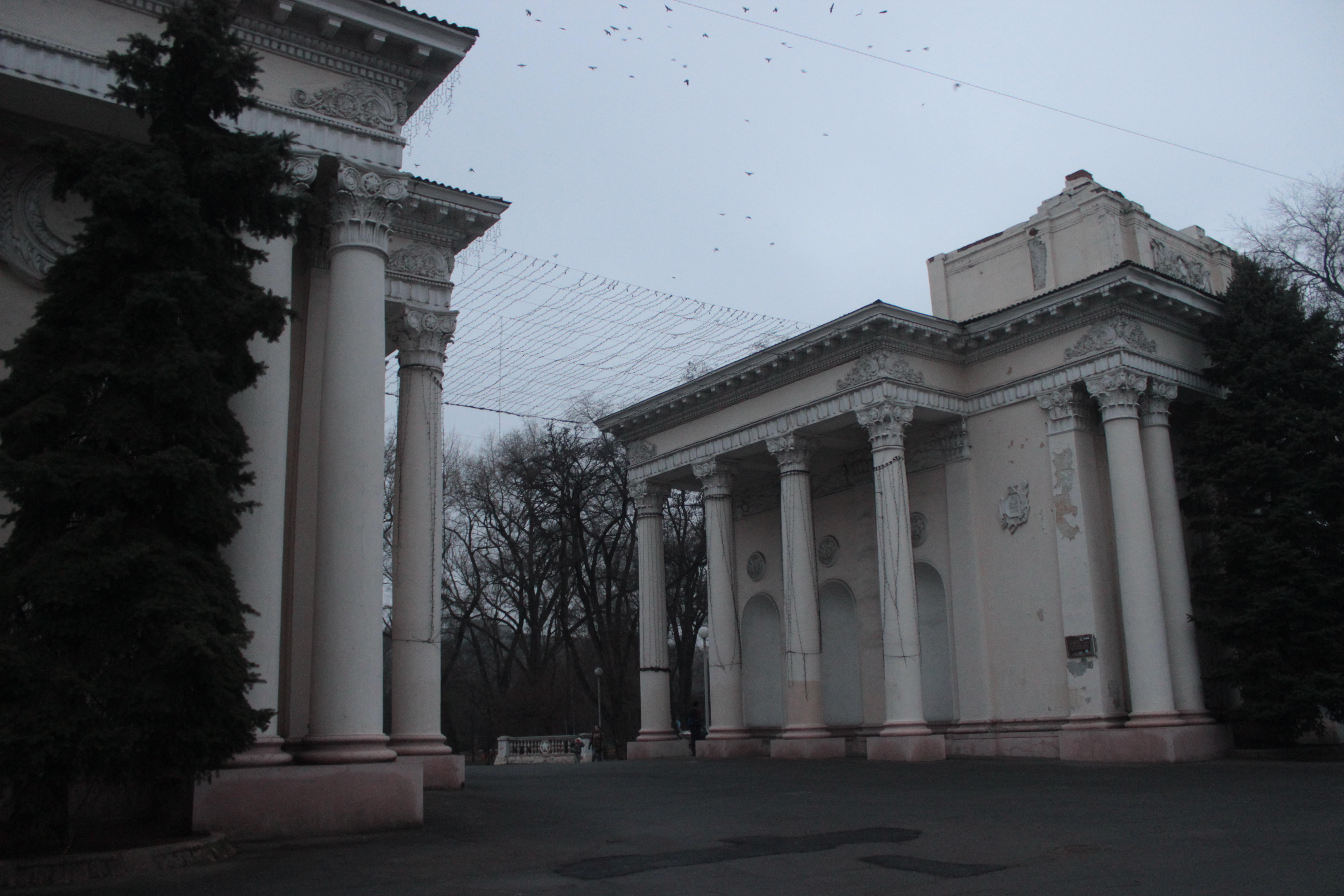
Арка - центральний вхід у парк Лазаря Глоби

У 1880-х роках проклали одинарні бульвари з мостовими по боках, й так як після площі після повороту, проспекту уліво ширина проспекту та бульварів зменшується, то вирішили залишити пустий простір, що почала йменуватися «площа у Міського саду». Наприкінці 19 сторіччя майдан замощується булижником, влаштовується квітник с фонтаном, прокладається линия трамваю. Площа забудовується по періметру: 3-поверховий будинок Ільєва з магазинами й готелем «Континенталь» (проспект Яворницького, 72); 2-поверховий прибутковий будинком, що у 1910 був перебудований під технічну контору Еміля Вюрглера; за одноповерховими особняком й конторою Тіссена височіла його 6-поверховий вальцевий млин (проспект Яворницького, 74); одна з найрозкішніших у місті садиба гофмейстера Алексєєва (проспект Яворницького, 76а); за ним розташовувався комплекс будинку мільйонера Міни Копилова з його власною садибою, приватним скетінг-ринком (ковзанкою для катання на роликах), друкарнею й редакцією газети «Придніпровський край». Катеринославське товариство піклування про дітей 1900 року у Технічному саду збудувало гімнастичний зал для учнів зі сценою, партером, ложами, балконом, що отримав назву «Зимовий театр». У 1907 році Зимовий театр перебудовується за проектом архітектора Ф. Ф. Булацеля. Товариство піклування про жіночу освіту у 1909—1910 роках зводить 4-поверхову будівлю безкоштовної школи (проспект Яворницького, 93). Скетінг-ринк зводиться на території Міського саду, але мода кататися на роликових ковзанах скоро пройшла, й вже у 1914 році тут відкрився Художній музей, й згодом його використовували як театральний зал. Останньою спорудою площі дорадянської доби стала пишна арка у стилі «ампір» на вході у Міський сад, що була завершена вже у 1920-ті роки.
На початку 20 сторіччя тут проводилися різноманітні політичні мітинги, протести, революції. Площа була розташована посередині між революційними кварталами єврейського центру й робітничими районами на заході. Недалеко розташовувався готель "Асторія" й головпоштамт.

### Радянська доба
«Зимовий театр» з 1917 року стає Палацом з'їздів міста Катеринослав й Катеринославської губернії (згодом - округи та області).
Безкоштовна школа Товариства піклування про жіночу освіту з серпня 1922 року передається профспілкам й стає Палацом праці.
21 січня 1925 року на площі був відкритий перший у місті пам'ятник Володимиру Леніну, виконаний скульптором Теннер. З цього часу площа починають називати «площа ім. Леніна» і вважати головною площею міста.
У 1927 році у святкові дні закривається Держмлин № 3 (колишня Тіссена). Млин було передано школі ФЗН борошномелів, а з 1933 року після будівництва нового 4-поверхового учбового корпусу, сюди переводиться борошномельний технікум з Павлограда.
За Генпланом міста Дніпропетровська 1933 року площа ім. Леніна втрачала статус головної площі міста. У 1933 році рішенням Обкому ВКП (б) тут демонтується пам'ятник Леніну. 2 серпня 1936 року площа перейменовується на ім'я Максима Горького. Проте військові паради й демонстрації як і раніше продовжують проводити саме тут. На 1 травня 1934 року на площі збудували трибуну на 300 місць на тлі величезного портрета Сталіна.
У другій половині 1930-х років капітально реконструюються колишні будинки Ільєва й Вюрглера, що об'єднуються загальним фасадом й стають одним будинком; будується нове крило Палацу Праці; кардинально перебудовується «Зимовий театр», зайнятий Дніпропетровським робітничим оперним театром (ДРОТ).

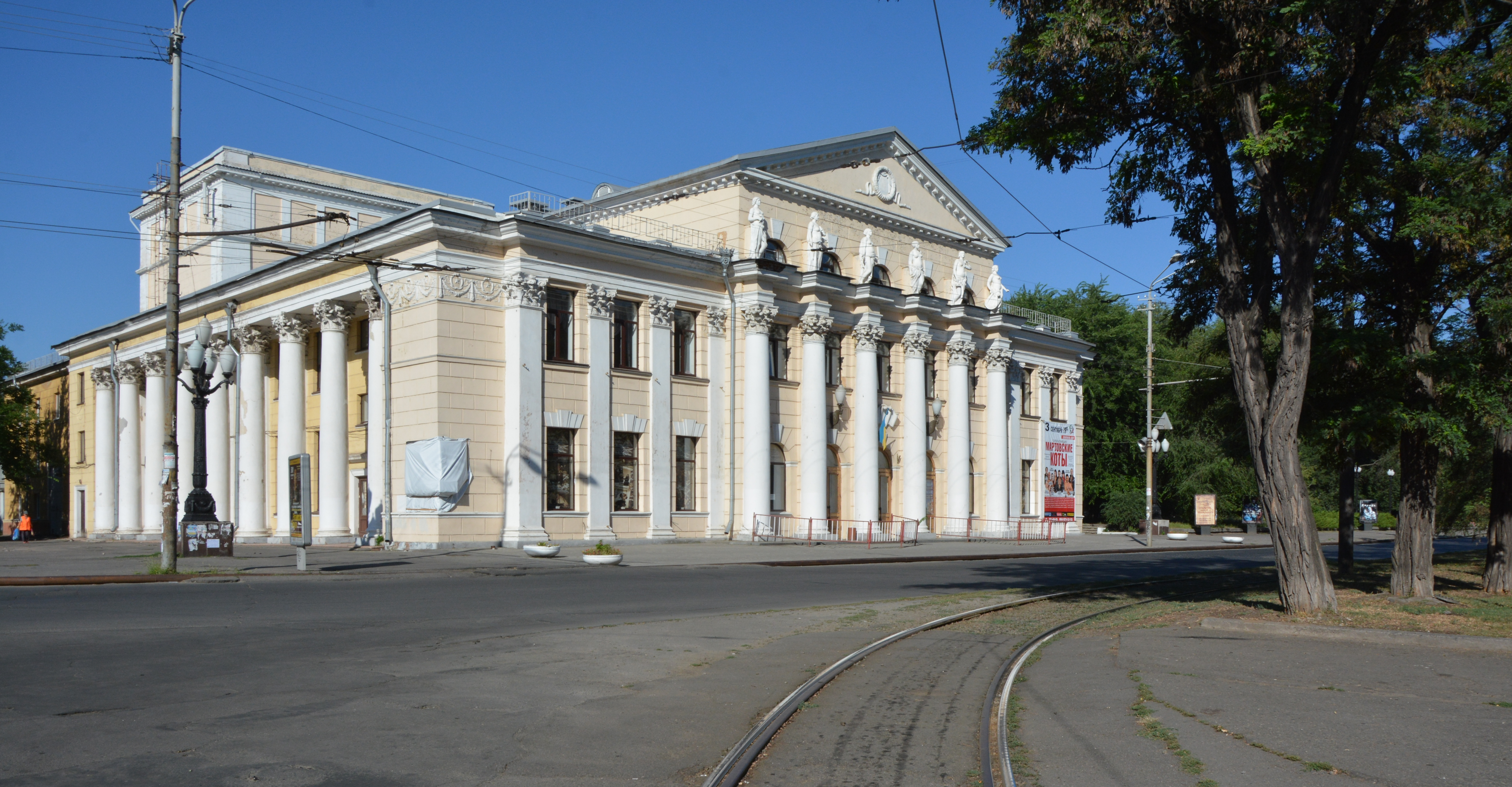
Вид з Половицької площі на Академічний театр драми і комедії

За  планом 1945-1948 років площа Горького мала бути забудована чудовим ансамблем громадських будівель: Будинок Союзів (№ 93), драматичний театр (№ 97), клуб Облпромради (№ 78), оперний театр (№№ 89, 91), новий вхід до парк ім. Чкалова з пам'ятником самому Валерію Чкалову. У безпосередній близькості до площі намічалося будівництво цирку й Палацу Мистецтв (на перехресті з вулицею Столярова). Також передбачалося розширити проспект, відрізавши для цього частину парку й знести руїни театру. З проекту реалізували перебудову Будинку Союзів й замість пам'ятника Чкалову встановили пам'ятник Сталіну. Завершено комплекс площі було у 1956 році зведенням житлового будинку № 78 й відновленням будівлі театру, в якому розмістився клуб будівельників.
У 1957 році замість пам'ятника Сталіну тут поставили пам'ятника Леніну. Площа виявилася більш зручнішою за центральну площу Володимира Леніна перед будівлею Чорної металургії УРСР й тут знову почали ставити святкові трибуни на час парадів й демонстрацій.
Після смерті Леоніда Брежнєва у 1983 році площу перейменували на його честь. З декомунізацією площу перейменовано на Половицьку.

## Будівлі
- Дніпровський академічний театр опери та балету (проспект Яворницького, 72а),
- Технологічний коледж Дніпровського державного аграрно-економічного університету (проспект Яворницького, 76),
- Римо-католицький костел (проспект Яворницького, 91),
- Арка — вхід у Міський сад — Парк Лазаря Глоби,
- Будинок профспілок Дніпровського обласного об'єднання профспілок (проспект Яворницького, 93),
- Дніпровський академичний театр драми і комедії (проспект Яворницького, 97).

## Перехресні вулиці
- проспект Яворницького,
- Половицька вулиця,
- Скориковський провулок.